# Jauni
Jauni – wieś w Estonii, w prowincji Sarema, w gminie Mustjala.